# (7482) 1994 PC1

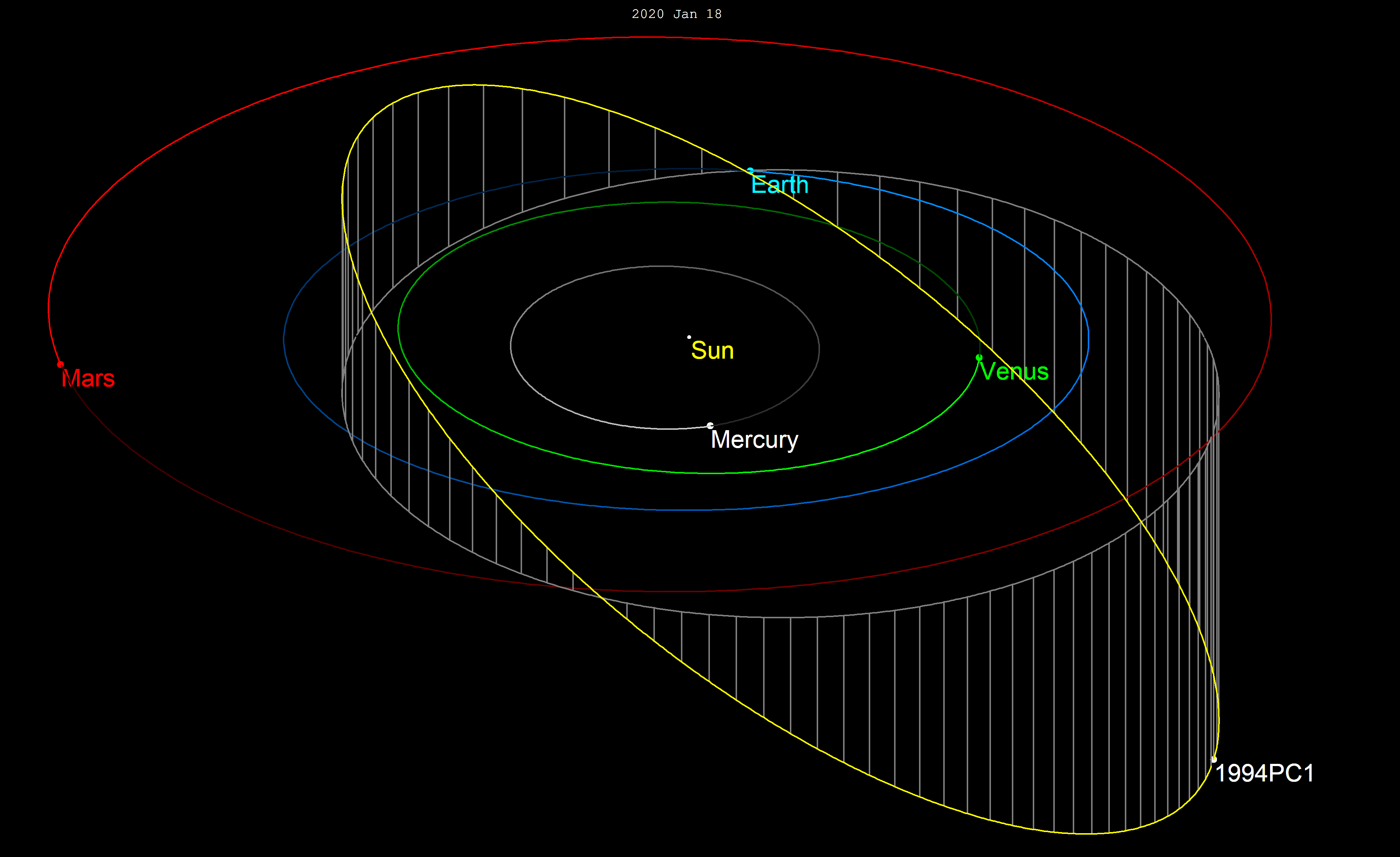
Орбіта астероїда (7482) 1994 PC1 на січень 2020 року.

(7482) 1994 PC1 — кам'яний астероїд, класифікований як навколоземний об'єкт і потенційно небезпечний астероїд, група Аполлона, діаметром приблизно 1,1 кілометра. Він був відкритий 9 серпня 1994 року астрономом Робертом Макнотом в обсерваторії Сайдінг-Спрінг у Кунабарабрані, Австралія. Завдяки 47-річній дузі спостереження його орбіта добре відома.
У травні 2023 року дослідники НАСА та Університету Колорадо у Боулдері здійснили масштабне дослідження потенційно небезпечних астероїдів і скоротили їхній список із кількох сотень до приблизно 20. Одним із цих 20 є астероїд (7482) 1994 PC1: у найближчі кілька століть він кілька разів проходитиме небезпечно близько від Землі.

## Зближення із Землею у 2022 році
Підхід 2022 року відстежується кожного місяця з серпня 2021 року. У ніч з 18 на 19 січня 2022 року (7482) 1994 PC1 пролетів на відстані 1 мільйон 981 тисяча кілометрів від Землі.
|  |